# Zhang Zhilei
Zhang Zhilei (em chinês simplificado: 张 志磊, pinyin: Zhāng Zhìlěi, Henan, 2 de maio de 1983) é um boxista chinês que representou seu país nos Jogos Olímpicos de Verão de 2008, realizados em Pequim. Competiu na categoria superpesado onde conseguiu a medalha de prata após perder a luta final para o italiano Roberto Cammarelle, por nocaute.